# Eritrulosio
L'eritrulosio è un composto chimico di formula C4H8O4 che in condizioni standard si presenta come un liquido sciropposo di colore giallo chiaro.

## Caratteristiche strutturali e fisiche
La ChEBI Ontology classifica il composto come un chetotetrosio, un α-idrossido cheton primario e un α-idrossido chetone secondario. Più in generale il composto è classificato come uno zucchero, in particolare un monosaccaride. La massa monoisotopica del composto è pari a 120,04226 Da e una superficie polare pari a 77,8 Å².
Il composto presenta le seguenti caratteristiche strutturali:
- 3 donatori di legami a idrogeno
- 4 accettori di legami a idrogeno
- tre legami ruotabili
- un elemento stereogenico
- 8 atomi pesanti

## Sintesi
Il composto può essere sintetizzato con alte rese (39–60%) insieme ad altri zuccheri a 6 carboni, tramite condensazione aldolica della formaldeide con diidrossiacetone (DHA) in un mezzo acquoso (pH 7,54–8,71) a 65 – 80°C - in special modo a pH 8,36 e 65°C - con l'utilizzo di strutture di imidazolato zeolitico di zinco basate su 2-metilimidazolo (ZIF-8) e 2-etilimidazolo (MAF-5 e MAF-6).
La selettività del processo dipende dal pH della soluzione di reazione, che è controllato dalla temperatura della reazione e dalla quantità di catalizzatore nella miscela di reazione. La resa dell'eritrulosio utilizzando i sistemi catalitici indicati dipende dal raggio dei pori e aumenta nell'ordine MAF-6 > MAF-5 > ZIF-8.
Uno studio ha dimostrato che è possibile biosintetizzare L-eritrulosio a partire dal meso-eritritolo utilizzando il ceppo batterico G. oxydans 621HΔupp BP.8 con una resa del 99%.
Il composto può essere inoltre biosintetizzato utilizzando la reazione della piruvato decarbossilasi con β-HPA e glicolaldeide in presenza della transchetolasi.

## Reattività e caratteristiche chimiche
Il composto è utilizzato per sintetizzare il metil-4-metossi-2-idrossibutanoato (MMHB) per reazione con metanolo mediante l'utilizzo di un catalizzatore a base di stagno. Il composto può essere isomerizzato in eritrosio e treosio.
Il composto viene ossidato dal periodato seguendo la reazione:
{\displaystyle {\ce {periodato + eritrulosio -> 2 formaldeide + 1 acido formico + 1 CO2}}}
L-eritrulosio è stato utilizzato dalla Reed Forest Biotechnology per sintetizzare sedoeptulosio e L-glicero-D-manno-eptosio attravreso una cascata multienzimatica.

## Applicazioni
Viene utilizzato nella produzione di autoabbrozzanti unitamente al diidrossiacetone.